# Tagebau Humboldt
Der Tagebau Humboldt (früher Grube Humboldt, alternativ auch Braunkohlenwerk Wallensen-Thüste genannt) war ein Braunkohle-Tagebau mit angeschlossener Brikettfabrik bei Wallensen im Weser-Leine-Bergland im südlichen Niedersachsen.
Die Grube lag im Weenzerbruch am Haidkopf zwischen den Orten Wallensen und Thüste im Westen (zum Flecken Salzhemmendorf im Landkreis Hameln-Pyrmont) und dem Flecken Duingen sowie seiner Ortsteile Weenzen und Fölziehausen im Osten (im Landkreis Hildesheim).
Hier wurde ab dem 19. Jahrhundert – anfangs auch unter Tage, später nur noch im Tagebau – Braunkohle für die Verwertung in der Brikettfabrik und in einem Grubenkraftwerk in Thüste gewonnen. Weitere Kohle ging als Brennstoff an Keramik- und Steine-Erden-Betriebe in der Umgebung.
Im Jahr 1966 stellten die Anlagen den Betrieb ein. Anschließend wurde der Tagebau rekultiviert, wobei eine Gruppe von Restseen angelegt wurde, die heute als Duinger Seenplatte bekannt ist.

## Geologie
Das Braunkohlevorkommen liegt in der Mitte des nordwestlichen Teils der Hilsmulde (auch Ith-Hils-Mulde) im Leinebergland. Diese Mulde liegt zwischen zwei Gebirgszügen aus Jura-Kalkstein, dem Ith im Westen und dem Höhenzug aus Thüster Berg und Duinger Berg im Osten. Im Süden schließt sich das Hils-Gebirge aus Kreide-Sandstein an.
Die Mulde entstand, als an einer geologischen Störung das Gebirge aus wenig verwitterungsbeständigem Kalkstein aufgefaltet und durch Erosion abgetragen wurde, wodurch darunterliegende tonige und sandige Schichten freigelegt wurden.
An derselben Störung drang im Malm mobilisiertes Zechsteinsalz auf und bildete den Weenzener Salzstock. Über diesem Salzstock bildete sich dort, wo das Salz in die Nähe der Oberfläche aufstieg eine Subrosionsmulde aus Hutgestein (insbesondere Gips) mit darüberliegenden, bis zu 200 m mächtige Ablagerungen des Tertiärs (Eozän bis Pliozän).
Zu diesen Ablagerungen gehören auch mehrere Braunkohle-Flöze. Diese entstanden im Pliozän, am Übergang vom Jungtertiär (Neogen) zum Pleistozän, vor etwa 3 Millionen Jahren. Die Kohle ist somit deutlich jünger als in anderen deutschen Braunkohlerevieren. Das Deckgebirge (das Hangende über dem Oberflöz) wird aus quartären Sanden, das Liegende unter dem Unterflöz aus tertiärem Ton gebildet. Die Kohle ist stark mit Zwischenmitteln aus Ton verunreinigt, ist durchweg erdig, wasserreich (>60 %) und enthält viel Xylit (Holzreste).
Das bauwürdige Vorkommen wurde insgesamt auf etwa 40 Millionen Tonnen Kohle geschätzt; hiervon wurde bis zum Ende des Abbaus etwa die Hälfte hereingewonnen.
In der Nähe gibt es auch wesentlich ältere Wealdenkohlevorkommen, die im späten 19. Jahrhundert beispielsweise in den Zechen Papenkamp, Landeswohlfahrt und Hugo bei Duingen gewonnen wurden.

## Geschichte

### Erste Betriebsphase (bis 1890)
Die flach ausstreichenden Braunkohlelager im Weenzer Bruch sind bereits mindestens seit dem 18. Jahrhundert bekannt. Der Überlieferung nach fielen sie 1787 einem Förster auf, dessen Pferd beim Ritt durch den Wald durch seinen Hufschlag die dunkle Erde freilegte. Auch bei Baumpflanzungen sollen Arbeiter auf die Kohle gestoßen sein, und irgendwann wurde bemerkt, dass diese brennbar ist. Da es sich aber um minderwertigen Brennstoff handelte, blieben die Vorkommen ungenutzt.
In der ersten Hälfte des 19. Jahrhunderts stieg der Brennstoffbedarf in der Region so stark an, dass er nicht mehr allein durch Brennholz aus den Wäldern gedeckt werden konnte. Die Forstverwaltung erinnerte sich an das Brennmaterial aus der Erde, ließ eine Aufsuchung durchführen und wurde 1842 fündig. Nach Meldung durch den Verwaltungsbeamten Quaet-Faslem des Amtes Lauenstein wurde der Fund 1843 im Auftrag des Königlichen Oberforstamtes durch den Bergbeamten Hartleben vom nahegelegenen staatlichen Steinkohlenbergwerk Osterwald begutachtet und bestätigt. Daraufhin wurde im Staatsforst ein Feld mit einer Fläche von einem Viertel Hektar ausgewiesen. Unter der Leitung von Bergleuten aus Osterwald wurde etwa dort, wo sich heute der Ferienpark Humboldtsee befindet, mit dem Aufschluss begonnen.
Dank der geringen Mächtigkeit der Deckgebirges konnte der Abbau überwiegend im Tagebau durchgeführt werden; nur vereinzelt mussten auch Stollen gegraben werden. Im Jahre 1846 arbeiteten 31 Bergleute in der Grube. Die gewonnene Kohle fand aber wegen hoher Feuchte und ungünstigen Brennverhaltens bei den umliegenden Gewerbebetrieben (insbesondere Töpfereien und Gipswerke bei Duingen und Weenze) kaum Absatz und wurde überwiegend zu geringem Preis – teilweise kostenlos – an die Landbevölkerung als Hausbrand abgegeben. In der Folge wurde der Betrieb im Jahre 1861 wegen Unrentabilität stillgelegt.
Mit einsetzender Industrialisierung stieg der Bedarf an Brennstoff in der Region weiter an, sodass es nach wenigen Jahren der Stundung seitens der Preußischen Bergwerksverwaltung neue Bestrebungen gab, den Betrieb wieder aufzunehmen. Nach günstig verlaufenen Pressversuchen in der Brikettfabrik der Grube Von der Heydt bei Halle im Jahr 1867 wurde 1871 auch bei Wallensen eine erste Brikettpresse installiert. Der Absatz der Briketts lief aber wegen des schwierigen Transportes und wegen der Konkurrenz durch hochwertigere Braunkohle aus dem Solling und Steinkohle aus Westfalen nur schleppend.

### Zweite Betriebsphase (1890–1947)
In den 1890er-Jahren wurde der Abbau neu angegangen. Hierfür wurde eigens ein Privatunternehmen, die Bergbaugesellschaft Wallensen, gegründete. Die Gesellschaft wurde 1901 in eine bergrechtliche Gewerkschaft umgewandelt und erhielt zu Ehren von Alexander von Humboldt die Firma „Humboldt“.
Probleme beim Aufschluss der neuen Grube bereitete vor allem die Wasserhaltung, denn da die Felder im Überschwemmungsgebiet der Saale lagen, drohten die Gruben nach starken Regenfällen abzusaufen. Zunächst versuchte man es 1897 erfolglos mit einem Tiefbaubetrieb. Zwei Jahre später wagte man sich mit leistungsfähigen Baggern und Pumpen an einen neuen Tagebau.
Für die Verwertung der Kohle baute die Gewerkschaft 1902 zwischen Wallensen und Thüste eine Brikettfabrik, die einen Gleisanschluss zum Bahnhof Thüste und damit an die wenige Jahre zuvor eröffnete Bahnstrecke der Kleinbahn Voldagsen-Duingen-Delligsen. Hierüber konnten die produzierten Briketts überregional vertrieben werden, was die Absatzmöglichkeiten deutlich verbesserte. Für den Transport der Rohkohle von der Grube zur Brikettfabrik wurde eine 1,25 Kilometer lange Seilbahn gebaut.
Ab 1903 wurde die erste Kohle gefördert. Der Absatz der Briketts, die sich als hochqualitativ erwiesen, lief gut an, sodass auch die Kohlefördermenge kontinuierlich gesteigert werden konnte. Hierfür übernahm die Gewerkschaft Humboldt nach kurzer Zeit auch die benachbarten fiskalischen Grubenfelder. Die Briketts, die wegen des geringen Schwefel- und Aschegehaltes nicht nur als Hausbrand, sondern auch als Brennstoff in der Industrie (z. B. Glasherstellung) gefragt waren, wurden über die Region hinaus vor allem nach Norddeutschland vertrieben. Aufgrund des Kohlenwirtschaftsgesetzes von 1919 wurde die Gewerkschaft Humboldt dem Mitteldeutschen Braunkohlen-Syndikat zugeordnet. Der Vertrieb der Briketts erfolgte zusammen mit den Fabriken des Helmstedter Reviers über deren Verkaufsorganisation in Hannover. Nach dem Namen der Gewerkschaft Humboldt trugen die Briketts später den Markennamen „Sonne“.
Der Abbau der Kohle, der mit kleinen dampfgetriebenen Löffelbaggern begonnen hatte, wurde bald mit leistungsfähigeren elektrischen Eimerkettenbaggern fortgesetzt. Der Strom für den Antrieb dieser Bagger wurde in einer betriebseigenen Kraftzentrale neben der Brikettfabrik aus Braunkohle selbst erzeugt. Überschüsse wurden ins Netz eingespeist. Es wurden jährlich etwa 300.000 t Rohbraunkohle gefördert und daraus etwa 75.000 t Briketts produziert. 1925 war das erste Grubenfeld ausgekohlt, der Abbau wurde auf benachbarten Feldern fortgesetzt. Im Rahmen der Erweiterung musste die Siedlung Marienwald (Gutshof mit Ziegelei) dem Tagebau weichen.

### Dritte Betriebsphase (1947–1966)
Infolge des Zweiten Weltkriegs waren die Geräte und Anlagen der Grube und der Brikettfabrik in so schlechtem Zustand, dass die Gewerkschaft Humboldt 1947 vor der Entscheidung stand, das Unternehmen zu schließen. Stattdessen gelang es in den Nachkriegsjahren des Wiederaufbaus aber, die Betriebsmittel instand zu setzen, zu modernisieren und somit die Produktion wieder zu steigern und rentabel zu machen.
Aufgrund der wachsenden Ausdehnung der Tagebaufläche mussten bald zwei Landstraßen zwischen Weenzen und Fölziehausen aufgegeben bzw. verlegt werden.
1955 wurden zwischen Grube und Brikettfabrik Gleise verlegt und die alte Seilbahn wurde durch eine leistungsfähigere Schmalspurbahn ergänzt. Eine solche Grubenbahn hatte es auch schon ab 1927 gegeben, jedoch nur für den Transport von Kohle und Abraum innerhalb der Grube sowie für das Verfahren der schienengebundenen Großbagger.
Im selben Jahr 1955 erreichte die Grube mit einer Förderung von 368.500 t Kohle und Produktion von 96.310 t Briketts ihre größte Leistung. Zu dieser Zeit beschäftigte das Unternehmen bis zu 300 Arbeiter und Angestellte. Im Jahr 1960, kurz vor ihrem sechzigjährigen Bestehen, wurde die Gewerkschaft Humboldt umfirmiert in „Humboldt Bergbaugesellschaft m.b.H“.
Anfang der 1960er-Jahre waren die Vorräte östlich der Saale so weit erschöpft, dass für einen weiteren Betrieb die Erschließung der anstehenden Vorkommen auf der Westseite erfolgen mussten. Hierfür wurden Grundstücksflächen angekauft und das Flussbett wurde auf 1,2 Kilometer Länge in das ausgekohlte Südfeld verlegt.

### Stilllegung (nach 1966)
Noch während Grube und Brikettfabrik mit schwindender Kohlequalität zu kämpfen hatten und für die Erschließung weiterer Kohlereserven kapitalintensive Investitionen tätigen musste, wurde die Humboldt Bergbaugesellschaft, wie zuvor schon viele andere Kohlebergwerke in Deutschland, von der Kohlekrise erfasst. Durch den Abbau von Subventionen und die wachsende Konkurrenz durch billigere Importkohle und andere Energieträger (Öl, Gas, Kernenergie) kam es zu tiefgreifenden strukturellen Änderungen auf dem Kohlemarkt. Die Absatzerträge brachen massiv ein, 1965 wurde Kurzarbeit angemeldet und da keine Besserung in Sicht war, fiel im Folgejahr die Entscheidung, die Produktion kurzfristig, Ende Juni 1966, einzustellen.
In den Monaten nach der Schließung wurden alle Betriebsmittel wie Maschinen und Fahrzeuge demontiert und verkauft oder verschrottet. Die Gebäude der Brikettfabrik wurden 1967 vollständig abgerissen, das Grundstück wurde an den Fertighaushersteller OKAL in Lauenstein verkauft, der dort eine Produktion für Betonteile aufbaute. Später entstand hier eine Möbelfabrik. Die Tagebauflächen wurden Ende der 1960er-Jahre rekultiviert (siehe unten).
Heute erinnern nur noch wenige Spuren und Hinweise an die Bergbau-Vergangenheit der Region:
- Die Restseen der Duinger Seenplatte und das umliegende Wald-Erholungsgebiet (siehe unten)
- Die kleine Grünanlage „Bergmannseck“ in Wallensen (Ecke Angerstrasse / Auf dem Graben) mit einer Lore, einem Bergmannsdenkmal und Informationstafeln (52° 1′ 14,7″ N, 9° 37′ 7,1″ O)[21]
- Die Wohnhäuser der Bergmannssiedlung zwischen Wallensen und der ehemaligen Grube (52° 0′ 47,6″ N, 9° 37′ 53″ O)
- Die Brücke, über die ehemals die Grubenbahn die Saale überquerte[22]
- Der Name „Humboldt“, der an mehreren Stellen übernommen wurde: Humboldt-Grundschule in Wallensen[23], Humboldtstraße an der ehemaligen Brikettfabrik in Thüste, Humboldtsee im ehemaligen Tagebaugebiet, Humboldthof und Waldhotel Humboldt am ehemaligen Betriebshof des Tagebaus
- Eine Spitzhacke, wie sie von den Hauern für den Kohleabbau benutzt wurde, im Wappen von Thüste

## Anlagen und Betriebsmittel

### Tagebau
Der Abbau in der Grube erfolgte terrassenweise mit Löffelbaggern (anfangs über Dampfmaschinen, später über Dieselmotor getrieben) und großen Eimerkettenbaggern. Die schweren Geräte waren schienengebunden.
Der Transport von Abraum innerhalb der Grube wurde mit der Grubenbahn (s. u.) vorgenommen; teilweise wurde zum Verkippen auch ein neuartiges Spülverfahren eingesetzt.
Die Tagesanlagen der Grube befanden sich am westlichen Rand, dort wo nach dem Abriss das Waldhotel gebaut wurde (52° 0′ 40,7″ N, 9° 38′ 21,6″ O). Hier gab es den zentralen Rangierbahnhof für die Grubenbahn, einen Betriebs- und Bauhof mit Abstellhallen und Werkstätten für die Wartung der Tagebaugeräte und Fahrzeuge, Büros für die Führung des Grubenbetriebes sowie Sozialräume für die Bergleute.

### Grubenbahnen

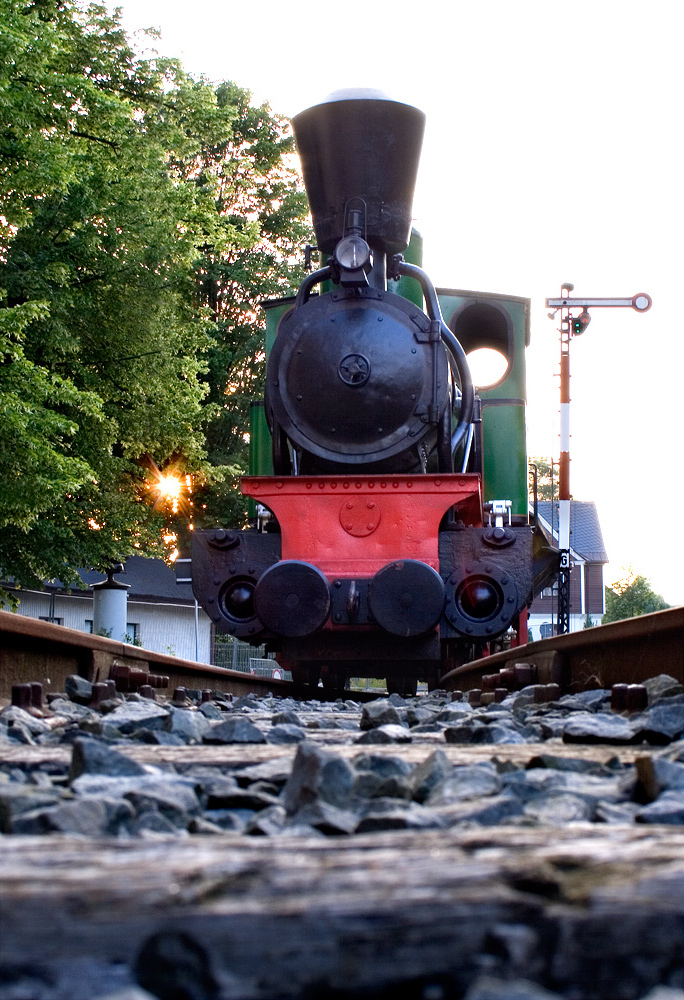
Lok „8“ im Museum Rittersgrün

Die Bahnanlagen und das Rollmaterial der Gewerkschaft Humboldt unterteilen sich in drei Bereiche:
1. die Grubenanschlussbahn (Werkbahn) von der Brikettfabrik zum Bahnhof Thüste in Normalspur
2. die Grubenbahn (Feldbahn) innerhalb des Tagebaus (und ab 1955 die Verbindungsbahn zur Brikettfabrik) als Schmalspur (Spurweite 750 mm)

Die grubeneigene Werkbahn diente zum Abtransport der Briketts von der Fabrik zum Bahnhof Thüste, wo Anschluss an die Strecke der VDD bestand. Zum Rangieren innerhalb des Geländes der Brikettfabrik verfügte die Gewerkschaft Humboldt zwar auch über eigene Normalspur-Lokomotiven (u. a. zwei Dampflokomotiven Deutz Bbm); in der Regel wurde der zusammengestellte Zug aber an der Fabrik von Lokomotiven der VDD abgeholt und über das Humboldt-Anschlussgleis nach Thüste und weiter zum Bestimmungsort gebracht.
Die Feldbahn innerhalb des Tagebaus diente dem Transport von Abraum und Rohkohle innerhalb des Tagebaugeländes und ab 1955 auch zwischen Tagebau und Brikettfabrik. Insbesondere vor 1927 wurden hierfür teilweise auch Eimerketten- und Förderbandanlagen genutzt. Die Gleise im Tagebau waren zu einem großen Teil „fliegend“ auf Holzschwellen ohne Unterbau verlegt, damit man sie schnell dem Abbaufortschritt anpassen konnte. Dies geschah teilweise durch „Rücken“ (seitliches Verschieben) im laufenden Betrieb.
Beim oben aufgeführten Betriebshof gab es einen kleinen Rangierbahnhof, in dem die Gleise aus den verschiedenen Grubenfeldern zusammenliefen. Hier erfolgte vor 1955 das Umladen der Rohkohle auf die Seilbahn zur Fabrik, bzw. nach 1955 das Zusammenstellen der Loren zu einem Zug zur Fabrik.
Für den Betrieb der Grubenbahn unterhielt Humboldt eigene Dampf- und später auch Diesellokomotiven (insgesamt 19 Stück) sowie eine große Zahl an Kipploren. Die Dampflokomotiven wurden zu einem Großteil gebraucht gekauft, 1930 allein sieben Loks aus dem Bestand der Grube Nachterstedt. Ab 1948 wurden auch Dieselloks eingesetzt. Bis auf eine Lok, die auf der Verbindung zur Brikettfabrik eingesetzt wurde, handelte es bei den Grubenloks wegen der notwendigen Eignung für die fliegenden Gleise durchweg um leichte Fahrzeuge (Gewicht < 15 t), die daher nur 10 bis maximal 15 gefüllte Loren ziehen konnten.
Der Verbleib der Lokomotiven nach der Stilllegung der Grube 1966 ist größtenteils ungeklärt; die meisten wurden wohl verschrottet, nur wenige verkauft. Eine der Dampflokomotiven (Nr. „8“, Hersteller O&K, Bj. 1903) ist im Museum Rittersgrün erhalten.

### Brikettfabrik und Kraftwerk
Die zwischen Wallensen und Thüste gelegene Brikettfabrik (52° 1′ 13,1″ N, 9° 37′ 51,8″ O) verfügte über acht Pressen.
In einem angeschlossenen Kraftwerk/Kesselhaus wurde der notwendige Dampf für den Betrieb der Fabrik und der Strom für die elektrischen Anlagen und Geräte der Fabrik und des Tagebaus (insbesondere der elektrischen Großbagger) erzeugt.

## Rekultivierung und Restseen (Duinger Seenplatte)
Nach Ende des Abbaus wurde das Tagebaugelände ab 1967 durch die die staatliche Forstverwaltung Duingerwald rekultiviert. Mit den Baggern und Planierraupe der Humboldt-Gesellschaft wurde aus dem zerklüfteten, toten Brachland eine naturnahe Landschaft gestaltet und diese mit Roterlen als besonders wurzelaktiver Pionierbaumart und anderen heimischen Laub- und Nadelbaumarten aufgeforstet.
Bei der Modellierung der Landschaft wurden mehrere Restlöcher gelassen, die sich in den folgenden Monaten mit Grundwasser füllten bzw. durch Einleiten von Wasser aus der Saale geflutet wurden:
| See             | Größe (ha) | Grubenfeld | Lage                           | Nutzung/Bemerkung/Quellen                                              |
| --------------- | ---------- | ---------- | ------------------------------ | ---------------------------------------------------------------------- |
| Humboldtsee     | 6,0 ha     | Westfeld   | 52° 0′ 21,1″ N, 9° 38′ 24,6″ O | Badesee mit Campingplatz                                               |
| Weinbergersee   | 5,9 ha     | Nordfeld   | 52° 0′ 34″ N, 9° 39′ 1,9″ O    | benannt nach dem Dr. J. Weinberger, Direktor der Humboldt-Gesellschaft |
| Bruchsee        | 9,6 ha     | Südfeld    | 52° 0′ 4,5″ N, 9° 39′ 39,7″ O  | Badesee mit Tretbootverleih                                            |
| Ententeich      | 2,9 ha     | Ostfeld    | 52° 0′ 22,1″ N, 9° 39′ 24,4″ O | [ 25 ]                                                                 |
| Paradies-Teiche | 0,9        | Nordfeld   | 52° 0′ 37,9″ N, 9° 38′ 46,1″ O |                                                                        |

Zusammen mit einigen weiter östlich gelegenen sind diese Seen (teilweise Restseen aus der Ton- und Gipsgewinnung) heute als „Duinger Seenplatte“ bekannt. Das Waldgebiet mit den Gewässern bildet ein beliebtes Naherholungsgebiet für Spaziergänger, Wanderer und Radfahrer. Durch das Gebiet zieht sich ein geologischer Lehrpfad, der unter anderem auch an einer Steilwand vorbeiführt, in der Braunkohleflöze deutlich sichtbar sind.